# Stygiodrina
Stygiodrina là một chi bướm đêm thuộc họ Noctuidae.

## Loài
- Stygiodrina maurella (Staudinger, 1888)